# Bernard Tomic
Bernard Tomic, chorvatsky: Bernard Tomić (* 21. října 1992 Stuttgart) je australský profesionální tenista s chorvatskými a bosenskými kořeny, narozený v Německu, který na okruh ATP World Tour vstoupil v roce 2009. Ve své dosavadní kariéře vyhrál na okruhu ATP World Tour tři singlové turnaje, první z nich na tvrdém povrchu v domácím prostředí v Sydney v lednu 2013. Na challengerech ATP a okruhu ITF získal dva tituly ve dvouhře.
Na žebříčku ATP byl nejvýše ve dvouhře klasifikován v lednu 2016 na 17. místě a ve čtyřhře pak v červenci 2017 na 114. místě. K roku 2016 jej trénoval otec John Tomic.
Na nejvyšší grandslamové úrovni se v mužské dvouhře nejdále probojoval do čtvrtfinále Wimbledonu 2011, kam se probojoval z kvalifikace. Mezi poslední osmičkou hráčů však nestačil na pozdějšího vítěze celého turnaje Srba Novaka Djokoviće, jemuž podlehl ve čtyřech setech.
V australském daviscupovém týmu debutoval jako 17letý v roce 2010 prvním kolem zóny Asie a Oceánie proti Tchaj-wanu, v němž porazil v úvodním utkání dvouhry Yang Tsung-hua. Následně ještě zdolal v posledním utkání série Lee Hsin-hana. Australané zvítězili 5:0 na zápasy. Do roku 2015 v soutěži nastoupil k devíti mezistátním utkáním s bilancí 14–2 ve dvouhře a 0–0 ve čtyřhře.

## Sportovní kariéra
V juniorské kategorii zvítězil v singlu na Australian Open 2008 jako nejmladší tenista v otevřené éře a na US Open 2009. V letech 2004 a 2006 triumfoval na nejprestižnějším juniorském turnaji Orange Bowlu v kategoriích do dvanácti, respektive o dva roky později do čtrnácti let.
V březnu 2009 mu Mezinárodní tenisová federace zakázala po dobu jednoho měsíce startovat na profesionálních turnajích ITF poté, co v prosinci 2008 v rámci turnaje Perth Futures odešel z dvorce v průběhu utkání s krajanem Matosevicem.
V roce 2010 debutoval za daviscupový tým Austrálie.

## Soukromý život
Narodil se roku 1992 v německém Stuttgartu manželům Tomicovým, Chorvatu Johnovi a v Bosně narozené Chorvatce Ady. Otec v Německu pracoval a ve věku Bernardových tří let se rodina přestěhovala do australského Queenslandu. Mladší sestra Sara Tomicová je také tenistka. Jeho otec má doživotní zákaz vstupu na všechny turnaje ATP, jelikož v roce 2013 napadl a zranil francouzského tenistu Thomase Droueta.

## Finálové účasti na turnajích ATP Tour
| Legenda                           |
| D – dvouhra; Č – čtyřhra          |
| Grand Slam (0–0)                  |
| ATP World Tour Finals (0–0)       |
| ATP World Tour Masters 1000 (0–0) |
| ATP World Tour 500 (0–1 D; 0–1 Č) |
| ATP World Tour 250 (4–1 D)        |

| Tituly dle povrchu |
| ------------------ |
| tvrdý (3–2 D)      |
| tráva (0–0)        |
| antuka (0–0)       |
| koberec (0–0)      |

### Dvouhra: 6 (4–2)
| Stav      | Č. | Datum             | Turnaj               | Povrch | Soupeř ve finále      | Výsledek finále         |
| --------- | -- | ----------------- | -------------------- | ------ | --------------------- | ----------------------- |
| Vítěz     | 1. | 12. ledna 2013    | Sydney, Austrálie    | tvrdý  | Kevin Anderson        | 6–3, 6–7(2–7), 6–3      |
| Finalista | 1. | 11. ledna 2014    | Sydney, Austrálie    | tvrdý  | Juan Martín del Potro | 3–6, 1–6                |
| Vítěz     | 2. | 20. července 2014 | Bogotá, Kolumbie     | tvrdý  | Ivo Karlović          | 7–6(7–5), 3–6, 7–6(7–4) |
| Vítěz     | 3. | 26. července 2015 | Bogotá, Kolumbie (2) | tvrdý  | Adrian Mannarino      | 6–1, 3–6, 6–2           |
| Finalista | 2. | 27. února 2016    | Acapulco, Mexiko     | tvrdý  | Dominic Thiem         | 6–7(6–8), 6–4, 3–6      |
| Vítěz     | 4. | 30. září 2018     | Čcheng-tu, Čína      | tvrdý  | Fabio Fognini         | 6–1, 3–6, 7–6(9–7)      |

### Čtyřhra: 1 (0–1)
| Stav      | Č. | Datum         | Turnaj      | Povrch | Spoluhráč | Soupeři ve finále                | Výsledek              |
| --------- | -- | ------------- | ----------- | ------ | --------- | -------------------------------- | --------------------- |
| Finalista | 1. | 9. října 2016 | Peking, ČLR | tvrdý  | Jack Sock | Pablo Carreño Busta Rafael Nadal | 7−6(8−6), 2−6, [8−10] |

## Finálové účasti na challengerech ATP a okruhu Futures
| Legenda – tituly    |
| ------------------- |
| Challengery (2–1 D) |
| Futures (0–1 D)     |

### Dvouhra: 4 (2–2)
| Stav      | Č. | Datum          | Turnaj                | Povrch | Soupeř ve finále  | Výsledek           |
| --------- | -- | -------------- | --------------------- | ------ | ----------------- | ------------------ |
| Finalista | 1. | 10. srpna 2008 | Balikpapan, Indonésie | tvrdý  | Jūjči Sugita      | 3–6, 7–6(8–6), 3–6 |
| Vítěz     | 1. | 1. března 2009 | Melbourne, Austrálie  | tvrdý  | Marinko Matosevic | 5–7, 6–4, 6–3      |
| Vítěz     | 2. | 7. února 2010  | Burnie, Austrálie     | tvrdý  | Greg Jones        | 6–4, 6–2           |
| Finalista | 2. | 13. února 2011 | Caloundra, Austrálie  | tvrdý  | Grega Žemlja      | 6–7(4–7), 3–6      |

## Finále na juniorském Grand Slamu

### Dvouhra: 2 (2–0)
| Stav  | Rok  | Turnaj          | Povrch | Soupeř ve finále | Výsledek           |
| ----- | ---- | --------------- | ------ | ---------------- | ------------------ |
| Vítěz | 2008 | Australian Open | tvrdý  | Yang Tsung-Hua   | 4–6, 7–6(7–5), 6–0 |
| Vítěz | 2009 | US Open         | tvrdý  | Chase Buchanan   | 6–1, 6–3           |

### Čtyřhra: 1 (0–1)
| Stav      | Rok  | Turnaj    | Povrch | Spoluhráč | Soupeř ve finále                | Výsledek        |
| --------- | ---- | --------- | ------ | --------- | ------------------------------- | --------------- |
| Finalista | 2008 | Wimbledon | tráva  | Matt Reid | Hsieh Cheng-Peng Yang Tsung-Hua | 4–6, 6–2, 10–12 |